# Olympische Sommerspiele 2000/Teilnehmer (Guatemala)
| Gelbes Symbol für Goldmedaillen mit stilisierten Olympischen Ringen | Graues Symbol für Silbermedaillen mit stilisierten Olympischen Ringen | Braundes Symbol für Bronzemedaillen mit stilisierten Olympischen Ringen |
| ------------------------------------------------------------------- | --------------------------------------------------------------------- | ----------------------------------------------------------------------- |
| —                                                                   | —                                                                     | —                                                                       |

Guatemala nahmen an den Olympischen Sommerspielen 2000 in Sydney, Australien, mit einer Delegation aus 15 Athleten (14 Männer, eine Frau) teil. Es war ihre zehnte Teilnahme an Olympischen Sommerspielen. Medaillen konnten nicht gewonnen werden. Fahnenträger war Attila Solti.

## Übersicht der Teilnehmer

### Gewichtheben
Männer
- Luis Enrique Medrano
Bantamgewicht: 257,5 kg; 12. Platz

### Leichtathletik
Männer
- Óscar Meneses
100 m: 10,54 s (nicht für die nächste Runde qualifiziert)
- Rolando Blanco, José Haroldo Meneses, Óscar Meneses, José Tinoco
4 × 100 m Staffel: 39,34 s (nicht für die nächste Runde qualifiziert)
- Luis García
20 km Gehen: 1:27,16 min, 32. Platz
- Julio René Martínez
20 km Gehen: 1:31,47 min, 43. Platz

Frauen
- Teresita Collado
20 km Gehen: 1:43,28 min, 41. Platz

### Radsport
Männer
- Oscar Pineda Méndez
Straßenrennen: 5:52:47 h; 91. Platz

### Schwimmen
Männer
- Alvaro Fortuny
100 m Brust: 1:04,35 min (nicht für die nächste Runde qualifiziert)
200 m Brust: 2:21,78 min (nicht für die nächste Runde qualifiziert)